# Samuel Maoz
Samuel Maoz (hebreu: שמואל מעוז; Tel Aviv, 1962) é um cineasta israelita. Um dos principais nomes da Guerra do Líbano de 1982, especializou-se em direção e dedicou-se à carreira cinematográfica após 2009, ano em que venceu o Leão de Ouro pelo trabalho no filme Lebanon.

## Filmografia
- Total Eclipse (2000)
- Lebanon (2009)
- Foxtrot (2017)